# Aralia montana
Aralia montana là một loài thực vật có hoa trong Họ Cuồng. Loài này được Blume mô tả khoa học đầu tiên năm 1826.